# ایموجن گرانت
ایموجن گرانت (انگلیسی: Imogen Grant؛ زادهٔ ۲۶ فوریهٔ ۱۹۹۶)  قایقران روئینگ زن اهل بریتانیا است.
وی در مسابقات کشوری و بین‌المللی در مجموع برندهٔ ۵ مدال طلا، ۱ مدال نقره، ۲ مدال برنز شده است.